# Vicente Santiago Hodsson
Vicente Santiago Hodsson  (Santa Marta de los Barros, province de Badajoz, 1899 - Mexico, 1955) était un militaire, haut fonctionnaire et homme politique espagnol. 
Après une carrière d’officier dans des unités combattantes, il accepta d’occuper un poste d’abord à la direction de la Garde civile, puis, sous le biennat de droite de la République (1933-1936), dans les services secrets et de sûreté du ministère de l’Intérieur. À ce titre, il joua un rôle dans la répression de la grève insurrectionnelle d’octobre 1934 en Catalogne et dans les Asturies.
Piégé dans Madrid à l’éclatement de la Guerre civile, il se retrouva en raison de son passé, et quoique demeuré fidèle à la République, dans le collimateur des miliciens de gauche, et dut chercher refuge dans l’ambassade du Mexique. Exfiltré début 1939, il s’exila en Amérique latine et devint à Mexico secrétaire général à la Presse du gouvernement républicain en exil.

## Biographie

### Formation et carrière militaire
Après une formation militaire à l’Académie d'infanterie de Tolède (es), Vicente Santiago Hodsson prit part à la guerre du Rif, au sein du groupe de Réguliers indigènes Tetuán no 1. Sous la dictature de Primo de Rivera, il dirigea à Séville la cavalerie de la Garde civile, avant de devenir un proche collaborateur du général Emilio Mola, après que celui-ci eut été nommé directeur général de la Sûreté.

### Sous la Seconde République: Garde civile et ministère de l'Intérieur
En 1931, après la proclamation de la Seconde République, il fut promu au rang de capitaine, puis reçut une affectation à la Direction générale de la Garde civile. L’historien Paul Preston rappelle qu’à cette époque le portefeuille de l'Intérieur était détenu par  Rafael Salazar Alonso, homme réputé réactionnaire, et qualifie Santiago Hodsson d’adversaire rabique de la gauche. En février de 1932, au lendemain des événements de Castilblanco, il effectua pour le compte de la Revista Técnica de la Guardia Civil un reportage sur place, intitulé « Visita a Castilblanco », où il relatait ses expériences dans le village et ses entrevues avec de proches parents des gardes civils assassinés.
Il fut désigné à la tête de l’Oficina de Información y Enlace (littér. Bureau d’information et de liaison, c’est-à-dire des services secrets de la République), sitôt après la mise sur pied de cette officine en septembre 1933, et occupa ce poste de façon intermittente jusqu’en 1947. Homme méthodique, capable de brasser de grandes quantités d’informations, avant d’en distiller de copieux et exhaustifs rapports, il eut d’emblée de très bonnes relations avec son ministre de tutelle, le ministre de l’Intérieur Manuel Portela. C’est du reste Santiago Hodsson qui élabora le fascicule statistique et informatif dénommé Al servicio de la República, où étaient recensés les chiffres officiels de l’insurrection d’octobre 1934. La mise au point de ce rapport ainsi que la nécessité d’analyser plus avant les suites de cette grève insurrectionnelle faisaient que Santiago Hoddson eut à faire de fréquents voyages dans les derniers mois de 1934 et les premiers mois de 1935, la ville de Barcelone étant alors l’une de ses destinations habituelles.
Vers la fin de 1935, il fut nommé directeur général de la Sûreté, et c’est à ce titre qu’en janvier 1936, devant les rumeurs insistantes sur la préparation d’un putsch militaire et sur la supposée participation du général Franco à celui-ci, il fut missionné par le président du Conseil provisoire Manuel Portela d’avoir un entretien avec Franco, à ce moment-là toujours chef d’état-major, qui lui déclara alors, quoiqu’en des termes évasifs, qu’il ne conspirerait pas tant que n’existerait pas un « danger communiste en Espagne »,.

### Guerre civile et exil
Lorsqu’éclata la Guerre civile, Santiago Hodsson demeura fidèle au gouvernement républicain, mais son passé et le rôle qu’il avait joué dans la répression pendant le dénommé biennat noir lui valurent d’être la cible des milices de gauche à Madrid. Pendant presque toute la durée du conflit, Santiago Hodsson dut se tenir caché dans l’ambassade du Mexique, d’où il ne réussit à s’échapper qu’au début de 1939 sous protection diplomatique.
À l’instar d’autres républicains, il partit en exil pour Cuba et arriva en avril 1939 à La Havane, où il élut domicile. Membre de la franc-maçonnerie, il cofonda en 1941 une loge maçonnique espagnole en exil. Lorsque Cuba eut déclaré la guerre au Japon en décembre 1941, Hodsson se plaça sous les ordres de l’armée cubaine.
En 1945, il alla s’installer au Mexique, où il fut nommé secrétaire général à l’Information et à la Presse auprès du gouvernement républicain en exil. Il est décédé à Mexico en 1955.